# Josef Hupka
Josef Franz Hupka (geboren 22. Februar 1875 in Wien, Österreich-Ungarn; gestorben 23. April 1944 im KZ Theresienstadt) war ein österreichischer Rechtswissenschaftler und Universitätsprofessor. Er war ordentlicher Professor für Handels- und Wechselrecht an der Juridischen Fakultät der Universität Wien.

## Leben
Hupka wurde 1897 an der Universität Wien zum Dr. jur. promoviert. 1901 wurde er ebenda für römisches und deutsches bürgerliches Recht und 1902 für Handels- und Wechselrecht habilitiert. Ab 1906 war er außerordentlicher und ab 1915 ordentlicher Professor. 1926/1927 stand er als Dekan der Juristischen Fakultät vor.
Hupka, der 1897 zum römisch-katholischen Glauben konvertierte, engagierte sich neben seiner wissenschaftlichen Tätigkeit öffentlich gegen den damals herrschenden Antisemitismus: So setzte er sich im Fall Philipp Halsmann für den Angeklagten ein und forderte auch nach dessen Pardonierung eine volle Rehabilitierung. Hupka trat 1930 außerdem gegen die völkische Studentenordnung des damaligen Rektors der Universität Wien, Wenzeslaus von Gleispach, ein. Diese Studentenordnung, die vom Verfassungsgerichtshof 1931 aufgehoben wurde, hätte eine eindeutige Verschlechterung für jüdische Studierende gebracht.
Hupka wurde im Nationalsozialismus aufgrund seiner jüdischen Herkunft verfolgt und dabei 1938 aufgrund der Nürnberger Gesetze von Staatssekretär Otto Wächter, der bei ihm studiert hatte, seines Amtes durch Zwangspensionierung enthoben und von der Universität Wien vertrieben. Nachdem die Nationalsozialisten Hupka 1939 nach mehr als 35 Dienstjahren an der Universität Wien die Pension gestrichen hatten, flüchteten Josef und seine Ehefrau Hermine Hupka im Mai 1939 über Zürich nach Amsterdam. Dem Ehepaar Hupka gelang es, sich bis 1944 in Bilthoven (Utrecht) versteckt zu halten. Im Frühling 1944 wurden sie jedoch festgenommen und im April 1944 ins KZ Theresienstadt deportiert, wo Josef Hupka am 23. April 1944 – angeblich an einem Herzleiden – starb. Hermine Hupka wurde im Oktober 1944 in Auschwitz ermordet.

## Sonstiges
Die Rechtswissenschaftliche Fakultät der Universität Wien benannte 2015 ein Sitzungszimmer nach Josef Hupka.

## Werke
- Die Vollmacht. Eine civilistische Untersuchung, mit besonderer Berücksichtigung des deutschen Bürgerlichen Gesetzbuchs. Duncker & Humblot, Berlin 1900.
- Die Haftung des Vertreters ohne Vertretungsmacht. Ein Beitrag zur Lehre von der Vertretung in Rechtsgeschäften. Duncker & Humblot, Berlin 1903.
- Gegenentwurf eines Gesetzes über den Versicherungsvertrag. Deuticke, Leipzig / Wien 1908.
- Das Haager Wechselrechtsübereinkommen und der Völkerbund. De Gruyter, Berlin 1930.
- Das einheitliche Wechselrecht der Genfer Verträge. Springer, Wien 1934.